# SOP (Sobrang Okey, Pare!)
SOP (Sobrang Okey, Pare!) es una serie de televisión filipina transmitida por GMA Network desde el 1997. Está protagonizada por Regine Velasquez, Ogie Alcasid, Jaya, y Janno Gibbs.

## Historia

### Desde vivo en cinta
Master Showman originalmente se transmitió en vivo a partir de los estudios de GMA Broadway en Aurora Blvd. en Quezon City, Filipinas. tiempo a transmitirse varía de 23:05 a la mayor brevedad a las 1:05 a más tardar el sábado por la noche va a domingo por la mañana. Tiempo de duración era por lo general de dos a tres horas, dependiendo de la disponibilidad de los invitados de renombre. Cuando el programa se trasladó a su actual hogar en el Centro de GMA Network, tenía que acabar con la emisión en directo y en su lugar presentó episodios grabados. La grabación se produce por lo general cada dos viernes, disparando dos episodios 5 p. m.-02 a. m., dependiendo del número de invitados. Los episodios grabados ahora se ejecutan de una hora y media a dos horas, que no sobrepase el 3 de la mañana.

### El cambio de marca de la serie
2005, Walang Tulugan fue incorporado en el título del programa. La iniciativa fue bien acogida ya que a través de los años, el Master Showman ha sido siempre identificada por el público como el "show na walang tulugan" (el espectáculo que no duerme). El nuevo título oficial del programa, Walang Tulugan with the Master Showman sonado más perra que su título anterior de acuerdo con algunos expertos del mundo del espectáculo.

### Desde vivo en cinta
Master Showman originalmente se transmitió en vivo a partir de los estudios de GMA Broadway en Aurora Blvd. en Quezon City, Filipinas. tiempo a transmitirse varía de 23:05 a la mayor brevedad a las 1:05 a más tardar el sábado por la noche va a domingo por la mañana. Tiempo de duración era por lo general de dos a tres horas, dependiendo de la disponibilidad de los invitados de renombre. Cuando el programa se trasladó a su actual hogar en el Centro de GMA Network, tenía que acabar con la emisión en directo y en su lugar presentó episodios grabados. La grabación se produce por lo general cada dos viernes, disparando dos episodios 5 p. m.-02 a. m., dependiendo del número de invitados. Los episodios grabados ahora se ejecutan de una hora y media a dos horas, que no sobrepase el 3 de la mañana.

### El cambio de marca de la serie
2005, Walang Tulugan fue incorporado en el título del programa. La iniciativa fue bien acogida ya que a través de los años, el Master Showman ha sido siempre identificada por el público como el "show na walang tulugan" (el espectáculo que no duerme). El nuevo título oficial del programa, Walang Tulugan with the Master Showman sonado más perra que su título anterior de acuerdo con algunos expertos del mundo del espectáculo.

## Elenco

### Elenco principal
- Regine Velásquez
- Ogie Alcasid
- Jaya
- Janno Gibbs

### Elenco secundario
- Kyla
- Jay-R
- Jonalyn Viray
- Brenan Espartinez
- Gerald Santos
- Aicelle Santos
- Maricris García
- Bryan Termulo
- Rita Iringan
- Pocholo Bismonte
- Renzo Almario
- Vanessa Rangadhol
- Julie Ann San José

### Estrellas adolescentes de los artistas intérpretes
- Carla Abellana
- Aljur Abrenica
- Marvin Agustin
- Luis Alandy
- Rich Asunción
- Mico Aytona
- Bea Binene
- Kris Bernal
- Rainier Castillo
- Alex Castro
- Ryza Cenon
- Marky Cielo
- Angelika de la Cruz
- Glaiza de Castro
- Dingdong Dantes
- Joshua Dionisio
- Gabby Eigenmann
- Geoff Eigenmann
- Heart Evangelista
- Frencheska Farr
- Jason Fernández
- Jace Flores
- Barbie Forteza
- Joross Gamboa
- Carlo Guevarra
- Katrina Halili
- Sheena Halili
- Mark Herras
- Weng Ibarra
- Dion Ignacio
- Isabella
- Bianca King
- Yasmien Kurdi
- Sarah Lahbati
- Renee Lascuna
- Kris Lawrence
- Pauleen Luna
- Jade López
- Maxene Magalona
- Gian Magdangal
- Jolina Magdangal
- Jennylyn Mercado
- Rox Montealegre
- Rocco Nacino
- Isabel Oli
- Chynna Ortaleza
- Rochelle Pangilinan
- Sam Pinto
- Enzo Pineda
- Stef Prescott
- Rhian Ramos
- LJ Reyes
- Marian Rivera
- Chariz Solomon
- Prince Stefan
- Mike Tan
- Geoff Taylor
- JC Tiuseco
- Izzy Trazona
- Dennis Trillo
- TJ Trinidad
- Jake Vargas
- JC de Vera

## Historia

### Desde vivo en cinta
Master Showman originalmente se transmitió en vivo a partir de los estudios de GMA Broadway en Aurora Blvd. en Quezon City, Filipinas. tiempo a transmitirse varía de 23:05 a la mayor brevedad a las 1:05 a más tardar el sábado por la noche va a domingo por la mañana. Tiempo de duración era por lo general de dos a tres horas, dependiendo de la disponibilidad de los invitados de renombre. Cuando el programa se trasladó a su actual hogar en el Centro de GMA Network, tenía que acabar con la emisión en directo y en su lugar presentó episodios grabados. La grabación se produce por lo general cada dos viernes, disparando dos episodios 5 p. m.-02 a. m., dependiendo del número de invitados. Los episodios grabados ahora se ejecutan de una hora y media a dos horas, que no sobrepase el 3 de la mañana.

### El cambio de marca de la serie
2005, Walang Tulugan fue incorporado en el título del programa. La iniciativa fue bien acogida ya que a través de los años, el Master Showman ha sido siempre identificada por el público como el "show na walang tulugan" (el espectáculo que no duerme). El nuevo título oficial del programa, Walang Tulugan with the Master Showman sonado más perra que su título anterior de acuerdo con algunos expertos del mundo del espectáculo.

### Desde vivo en cinta
Master Showman originalmente se transmitió en vivo a partir de los estudios de GMA Broadway en Aurora Blvd. en Quezon City, Filipinas. tiempo a transmitirse varía de 23:05 a la mayor brevedad a las 1:05 a más tardar el sábado por la noche va a domingo por la mañana. Tiempo de duración era por lo general de dos a tres horas, dependiendo de la disponibilidad de los invitados de renombre. Cuando el programa se trasladó a su actual hogar en el Centro de GMA Network, tenía que acabar con la emisión en directo y en su lugar presentó episodios grabados. La grabación se produce por lo general cada dos viernes, disparando dos episodios 5 p. m.-02 a. m., dependiendo del número de invitados. Los episodios grabados ahora se ejecutan de una hora y media a dos horas, que no sobrepase el 3 de la mañana.

### El cambio de marca de la serie
2005, Walang Tulugan fue incorporado en el título del programa. La iniciativa fue bien acogida ya que a través de los años, el Master Showman ha sido siempre identificada por el público como el "show na walang tulugan" (el espectáculo que no duerme). El nuevo título oficial del programa, Walang Tulugan with the Master Showman sonado más perra que su título anterior de acuerdo con algunos expertos del mundo del espectáculo.